# ID (껌)
“I.D”는 롯데제과의 껌으로 천연 치클과 신소재를 이용해서 만들어진다. 2009년 7월 16일에 출시되었다. 중량은 25g, 54g의 두 가지 종류가 있다. 일본에서는 핏츠(Fit's)라는 이름으로 판매 중이다.

## 특징
케이스에서 껌을 꺼낼시, 껌 속 포장의 반쪽이 자동으로 벗겨지며 나온다. 기존 껌과 비교해 봤을 때 상대적으로 얇은 패키지 디자인을 도입했다. 크기도 과거에 생산된 제품의 2/3 수준(명함 크기)으로 줄였다. 또한, 타 제품들보다 2배 이상 향기가 유지된다. 케이스의 디자인, 특이한 마케팅과 향이 오래 유지된다는 것이 미국과 캐나다에서 파는 스트라이드(Stride) 껌과 비슷하다.

## 맛
- 스위트민트 맛
- 후레시믹스 맛
- 믹스베리 맛
- 아포가토 맛
- 화이트 미스테리 맛
- x 맛
- 체리 맛
- 복숭아 맛
- 웨이브(청포도 > 민트) 맛
- 웨이브(오렌지 > 민트) 맛
- EVER LAST(40분 맛지속) 맛